# 八仙嶺特別地區
八仙嶺特別地區（劃定於1979年12月19日），是一個位於香港新界東北部的八仙嶺郊野公園內八仙嶺一帶的特別地區，佔地128公頃。